# Frontier (série)
Frontier é uma série de televisão canadense de ficção histórica, co-criada por Brad Peyton, Rob Blackie e Peter Blackie, narrando o comércio de peles no final do século XVIII no Canadá. A série é co-produzida pelo canal Discovery Canada e pela Netflix, sendo a primeira série original do canal canadense. A série estreou no dia 6 de novembro de 2016.
A série foi renovada para uma segunda temporada em outubro de 2016, antes mesmo da estreia da primeira temporada. Em 20 de setembro de 2017, antes da estreia da segunda, a terceira temporada da série foi confirmada. A terceira temporada estreou no dia 23 de novembro de 2018 na plataforma Netflix.

## Sinopse
A série fala sobre o comércio de peles na América do Norte no final do século XVIII no Canadá, tendo como protagonista Declan Harp (interpretado por Jason Momoa), um criminoso que é meio irlandês, meio Cree, que luta contra o monopólio da Companhia da Baía de Hudson sobre o comércio de peles.

### Páginas da Web
- Wagmeister, Elizabeth (16 de novembro de 2015). «Jason Momoa to Star in Netflix Adventure Drama 'Frontier' from 'San Andreas' Director». Variety. Consultado em 17 de maio de 2019